# Ламилларье
Ламилларье́ (фр. Lamillarié, окс. La Milhariá) — коммуна во Франции, находится в регионе Юг — Пиренеи. Департамент — Тарн. Входит в состав кантона От-Даду. Округ коммуны — Альби.
Код INSEE коммуны — 81133.

## География
Коммуна расположена приблизительно в 560 км к югу от Парижа, в 65 км северо-восточнее Тулузы, в 10 км к югу от Альби.

## Климат
Климат умеренно-океанический. Зима мягкая и дождливая, лето жаркое с частыми грозами. Ветры довольно редки.

## Население
Население коммуны на 2010 год составляло 435 человек.
| 1962 | 1968 | 1975 | 1982 | 1990 | 1999 | 2010 |
| ---- | ---- | ---- | ---- | ---- | ---- | ---- |
| 301  | 290  | 315  | 350  | 337  | 358  | 435  |

## Администрация
| Период | Период | Фамилия        | Партия | Примечания |
| ------ | ------ | -------------- | ------ | ---------- |
| 2001   | 2008   | Жан-Поль Кезак |        |            |
| 2008   | 2020   | Эрве Булад     |        |            |

## Экономика
В 2007 году среди 265 человек в трудоспособном возрасте (15—64 лет) 200 были экономически активными, 65 — неактивными (показатель активности — 75,5 %, в 1999 году было 70,0 %). Из 200 активных работали 187 человек (102 мужчины и 85 женщин), безработных было 13 (5 мужчин и 8 женщин). Среди 65 неактивных 13 человек были учениками или студентами, 29 — пенсионерами, 23 были неактивными по другим причинам.